# Roxanne Kernohan
Pour les articles homonymes, voir Kernohan.
Roxane Bridget Kernohan, née Furman le 20 mars 1960 au Canada et morte le 5 février 1993 à Santa Clara (Californie), est une actrice canadienne. Elle est connue pour son rôle dans le film Critters 2 (1988).

## Biographie
Kernohan commence sa carrière en 1988 alors qu'elle apparaît dans le film à petit budget Fatal Pulse. Elle apparaît dans plusieurs autres films dont Le Vampire de l'espace de Jim Wynorski, le film post-apocalyptique She-Wolves of the Wasteland (en) et la chasseuse de prime Lee dans le film Critters 2. Elle fait aussi une apparition dans le documentaire The Decline of Western Civilization Part II: The Metal Years (en).
Elle meurt des suites de blessures survenues lors d'un accident de voiture en 1993.

## Filmographie
Sauf indication contraire, les informations mentionnées dans cette section peuvent être confirmées par la base de données cinématographiques IMDb,  présente dans la section « Liens externes ».

### Cinéma
- 1988 : Pulsion fatale (Fatal Pulse) de Anthony J. Christopher : Ann
- 1988 : Critters 2 (Critters 2: The Main Course) de Mick Garris : Lee
- 1988 : Le Vampire de l'espace (Not of This Earth) de Jim Wynorski: une prostituée
- 1988 : Phoenix the Warrior (en) de Robert Hayes : Meda
- 1988 : Angel 3 : Le Chapitre Final (en) (Angel III: The Final Chapter) de Tom DeSimone : une prostituée
- 1989 : Tango et Cash de Andreï Kontchalovski et Albert Magnoli : une femme dans le vestiaire
- 1991 : Scream Queen Hot Tub Party de Jim Wynorski : elle-même